# Place des Terreaux
La Place des Terreaux es una plaza situada en el distrito I de Lyon, en la Presqu'île, entre el Ródano y el Saona, a los pies de la colina de la Croix-Rousse.

## Localización
La Place des Terreaux está bordeada:
- al este por el ayuntamiento
- al sur por el Palais Saint-Pierre, que alberga el Museo de Bellas Artes
- al oeste por un edificio atravesado por una galería
- al norte por edificios civiles que marcan el inicio de las laderas de la Croix-Rousse.

## Historia

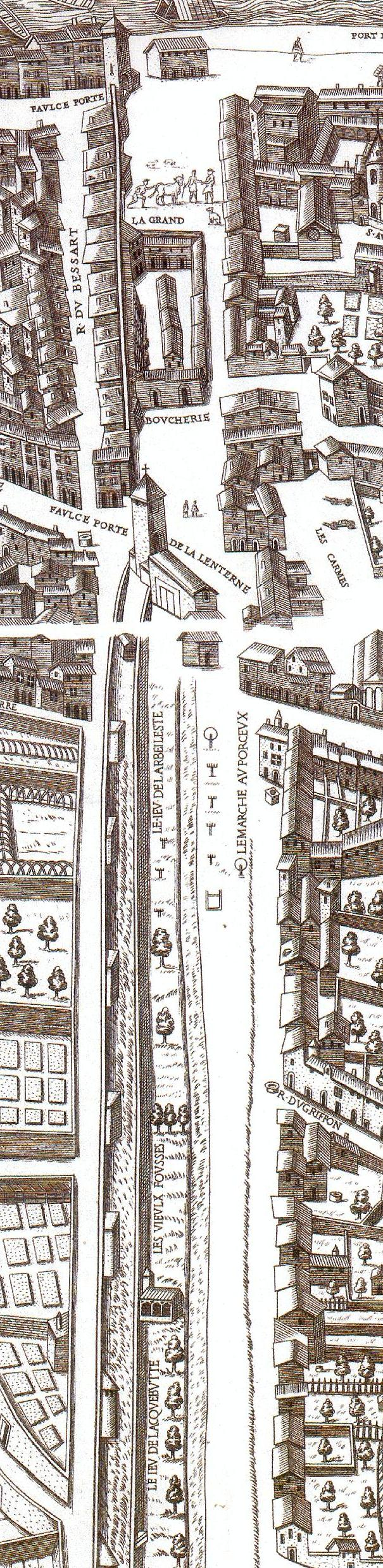
Extracto del plano de Lyon de 1548.

### La muralla anterior a la plaza
En 1206, las asociaciones de comerciantes lioneses se enfrentaron al arzobispo Renaud II de Forez, que no respetó la carta firmada en 1195 al violar los acuerdos tomados en relación con los impuestos sobre las mercancías. Para proteger el bourg Saint-Nizier del poder eclesiástico, los burgueses lioneses decidieron construir una muralla al pie de la colina de Saint-Sébastien (ladera de la Croix-Rousse) y una torre sobre el Saona para controlar el pont du Change, único paso entre la iglesia de Saint-Nizier y el barrio de Saint-Jean. El arzobispo intervino por las armas en 1208 y la paz volvió gracias a la intervención del papa Inocencio III.
Renaud de Forez y sus sucesores continuaron las obras emprendidas por los burgueses de Lyon, con el objetivo de proteger a la ciudad de un posible ataque por Dombes. Se construyó un nuevo muro de dos metros de espesor y diez metros de altura entre el Saona y el Ródano. Con una longitud de unos quinientos metros, esta muralla tenía dos puertas defendidas por sendos puentes levadizos (la Porte de la Pêcherie en el Saona y la Porte de la Lanterne) y estaba protegida por diez torres cilíndricas o cuadradas. Un paseo de ronda almenado y cinco garitas de piedra permitían a los soldados vigilar desde su parte superior. La muralla principal estaba separada por un ancho foso de 22 metros de otra muralla de dos metros de altura situada más al norte. En el siglo XIV, este dispositivo defensivo fue completado con una tercera obra construida en la ladera, a la que se unió a principios del siglo XV un montículo de tierra protegido por torres de madera en la cima de la colina de Saint-Sébastien. En caso de sitio, el foso, que recibía los nombres de Terralia nova, fossés des Terreaux o fossés de la Lanterne, podía ser rellenado con agua. Esta entra en caso de necesidad en una sucesión de cuencas, llamada canal de Neyron, que discurre en paralelo al Ródano, y fluye hasta el Saona, situado por debajo.
En condiciones normales, los arqueros, y posteriormente los lanzadores de culebrina, usaban los fosos como lugar de entrenamiento, primero en la orilla del Saona, y a partir de 1533 en la orilla del Ródano.

### Los jardines y la plaza

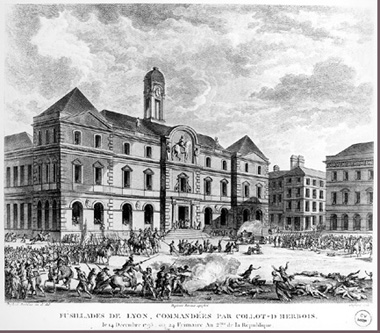
El sitio de Lyon (1793).

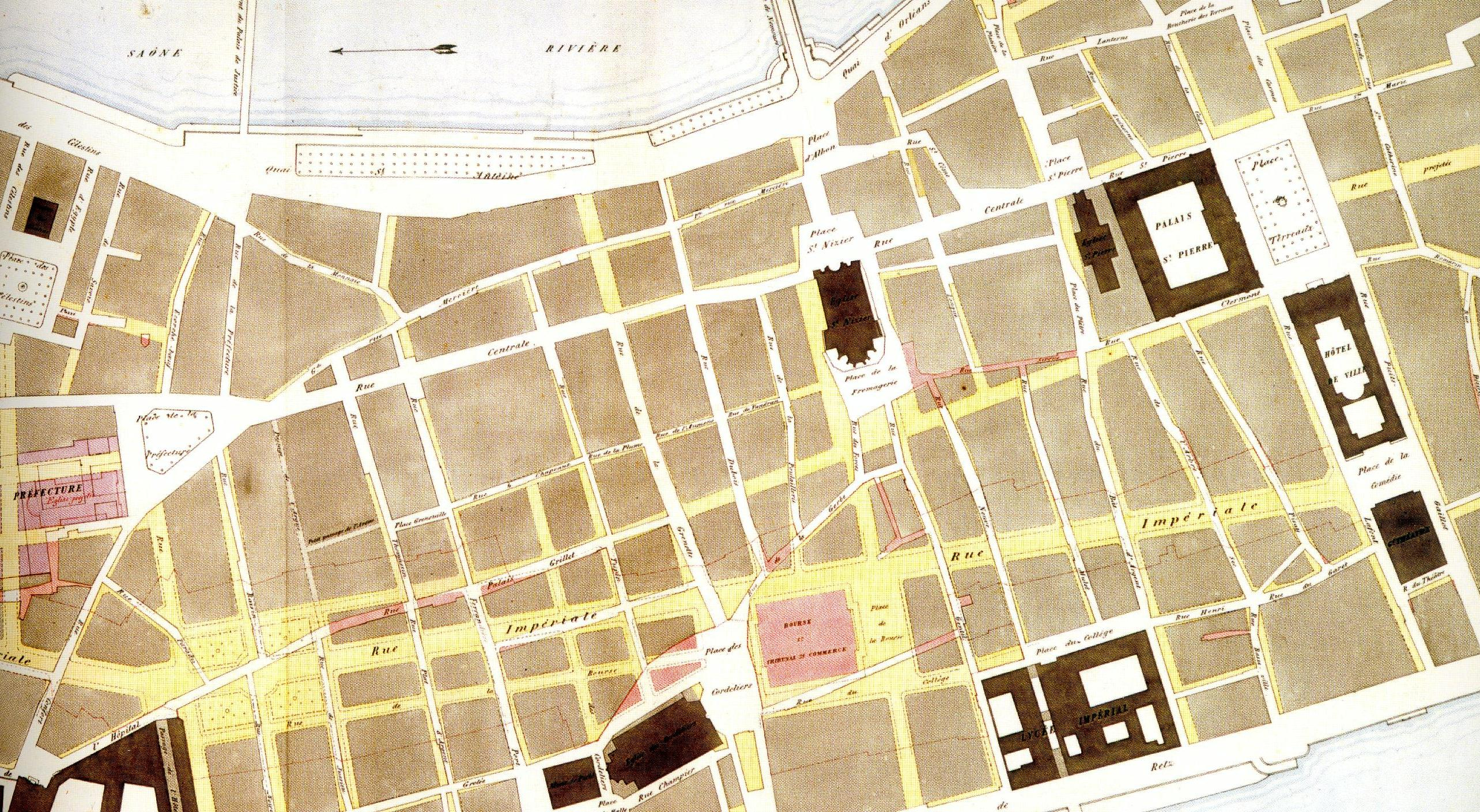
Plano de ampliación de las calles de la Presqu'île que terminan en la plaza (1853).

En el siglo XVI, las murallas cayeron en ruina. En 1538 se inició la demolición de las mismas. El foso a orillas del Saona se rellenó con el objetivo de construir la carnicería de la Lanterne. En 1555, las religiosas del convento de Saint-Pierre fueron autorizadas a utilizar las piedras de la muralla «en la cantidad que les plazca para las reparaciones del monasterio». En 1578, los terrenos de la actual Place des Terreaux fueron rellenados con tierra y en 1617, el antiguo foso desapareció definitivamente con la construcción de los jardines del ayuntamiento, sobre los cuales se eleva en la actualidad la Opéra Nouvel Lyon.
Entre 1646 y 1651, Simon Maupin construyó en la parte oriental de la plaza el Ayuntamiento de Lyon, reconstruido por Jules Hardouin-Mansart tras el incendio de 1674. En el siglo XVII, las monjas de Saint-Pierre hicieron reconstruir su convento, que se convirtió en 1803 en el Museo de Bellas Artes de Lyon.
El 12 de septiembre de 1642 fueron decapitados en esta plaza el marqués de Cinq-Mars, conspirador contra Richelieu, y su cómplice François-Auguste de Thou. Existe desde entonces la costumbre local de no atravesar la plaza por su centro, donde tuvo lugar la ejecución.

### Revolución
Durante la Revolución Francesa, se instaló en esta plaza la guillotina y funcionó a un ritmo frenético durante el mandato de Marie Joseph Chalier. La ejecución de este último, también en esta plaza, marcó el alzamiento de Lyon contra la Convención Nacional. Tras el sitio de la ciudad, la «comisión de justicia popular» hizo decapitar aquí a 79 personas, y en la llanura de Brotteaux se produjo una segunda ola de represión.

### sigloXIX
En la segunda mitad del siglo XIX, se ampliaron los accesos a la plaza con el objetivo de integrarlos en el proyecto de reestructuración de la Presqu'île realizado por el prefecto Claude-Marius Vaïsse. En 1855, se abrió el passage des Terreaux entre la plaza y la calle Lanterne. El prefecto también consideró abrir una nueva calle al norte en el eje del palacio Saint-Pierre, pero este proyecto nunca se ha realizado.
En el centro de la plaza, frente al ayuntamiento, el 22 de septiembre de 1891 se inauguró una fuente alegórica del Garona realizada por Bartholdi. Encargada en un primer momento por el consejo municipal de Burdeos en 1857, el grupo escultórico denominado «Carro triunfal del Garona» representa al Garona y sus cuatro afluentes, simbolizados por una mujer que dirige una cuadriga, desembocando en el océano. Tras la Exposición Universal de París de 1889, el monumento, que se había hecho demasiado caro para Burdeos, fue comprado en 1890 por el alcalde de Lyon, Antoine Gailleton.

### Época actual
La plaza fue remodelada en 1994 por el arquitecto y urbanista Christian Drevet y el artista Daniel Buren, con una rejilla ortogonal de 69 chorros de agua rodeada por catorce pilares. El ritmo de esta trama de la plaza está marcado por la fachada del Palais Saint-Pierre. Con el objetivo de construir el aparcamiento subterráneo de Terreaux, la fuente, situada inicialmente frente al ayuntamiento, fue trasladada entonces a su emplazamiento actual en el eje del Palais Saint-Pierre. El 29 de septiembre de 1995, fue declarada monument historique.
Tras la difusión de postales de la plaza que reproducían en parte la obra de Buren y Drevet, estos últimos intentaron una acción legal por incumplimiento contra los editores de las cartas. Basándose en la teoría del accesorio, el Tribunal determinó que la obra de Buren y de Drevet no constituye más que un «simple elemento» de la plaza. En consecuencia, no constituye el sujeto principal de las vistas, sino simplemente un «accesorio del sujeto tratado». Así, los fotógrafos han podido comercializar libremente las fotografías de la Place des Terreaux sin que esto constituya una «comunicación» de la obra en disputa al público.
Desde 2018, se vienen acometiendo unas obras de reordenación, cuyo coste se estima en más de 6 millones de euros y que han de concluir en noviembre de 2019.

## Galería de imágenes

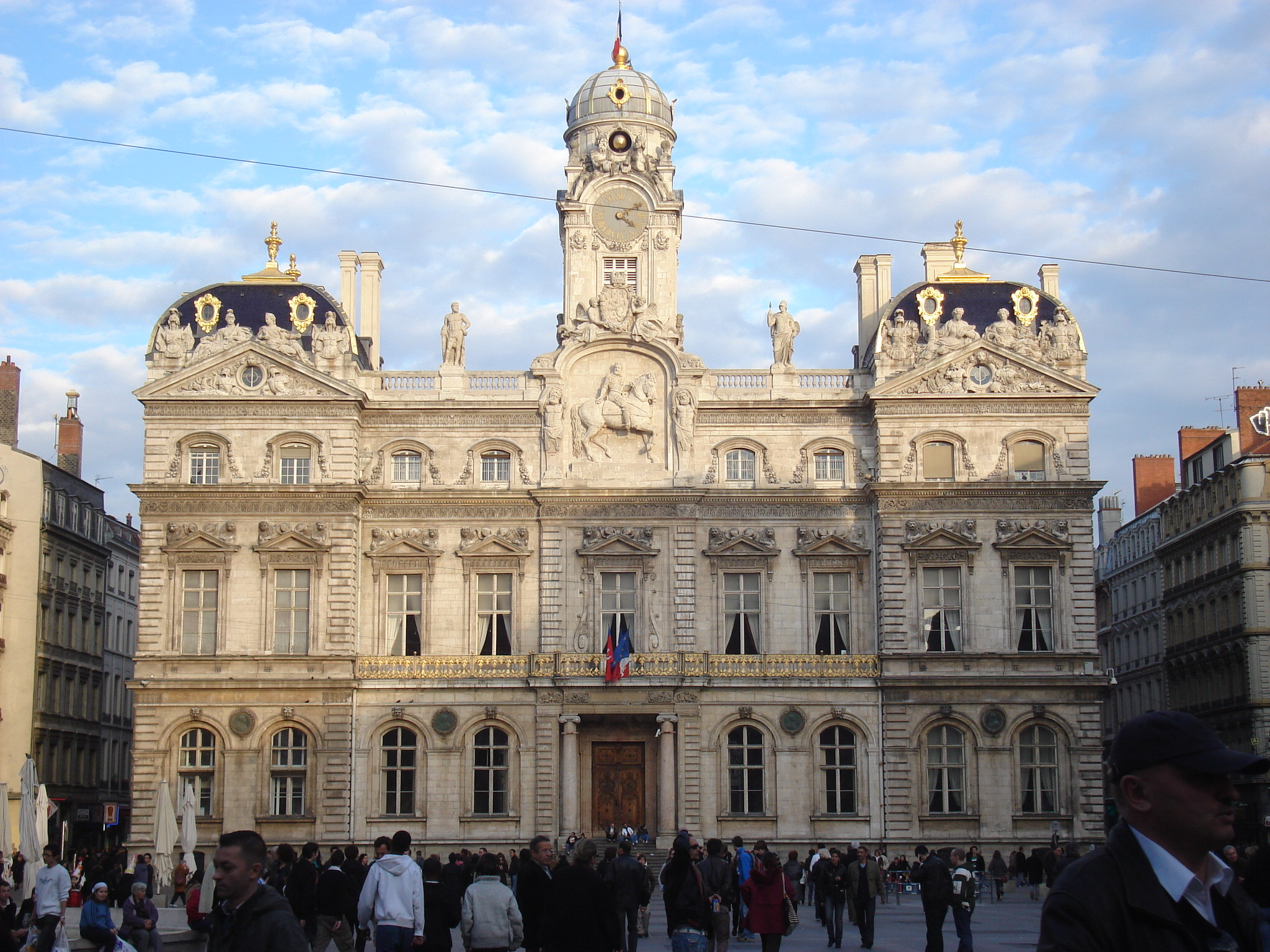
El ayuntamiento tras su limpieza.
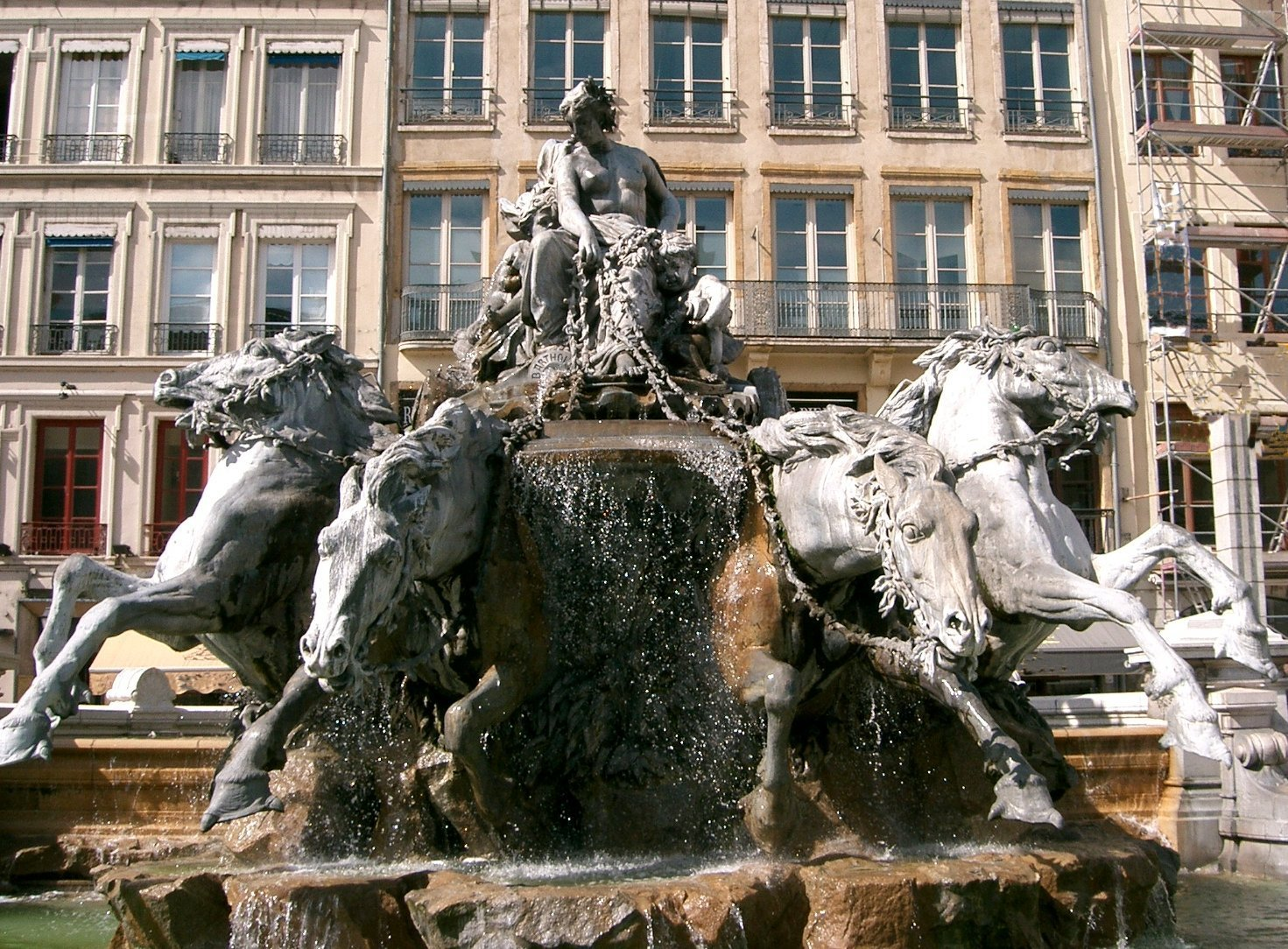
La fuente Bartholdi.
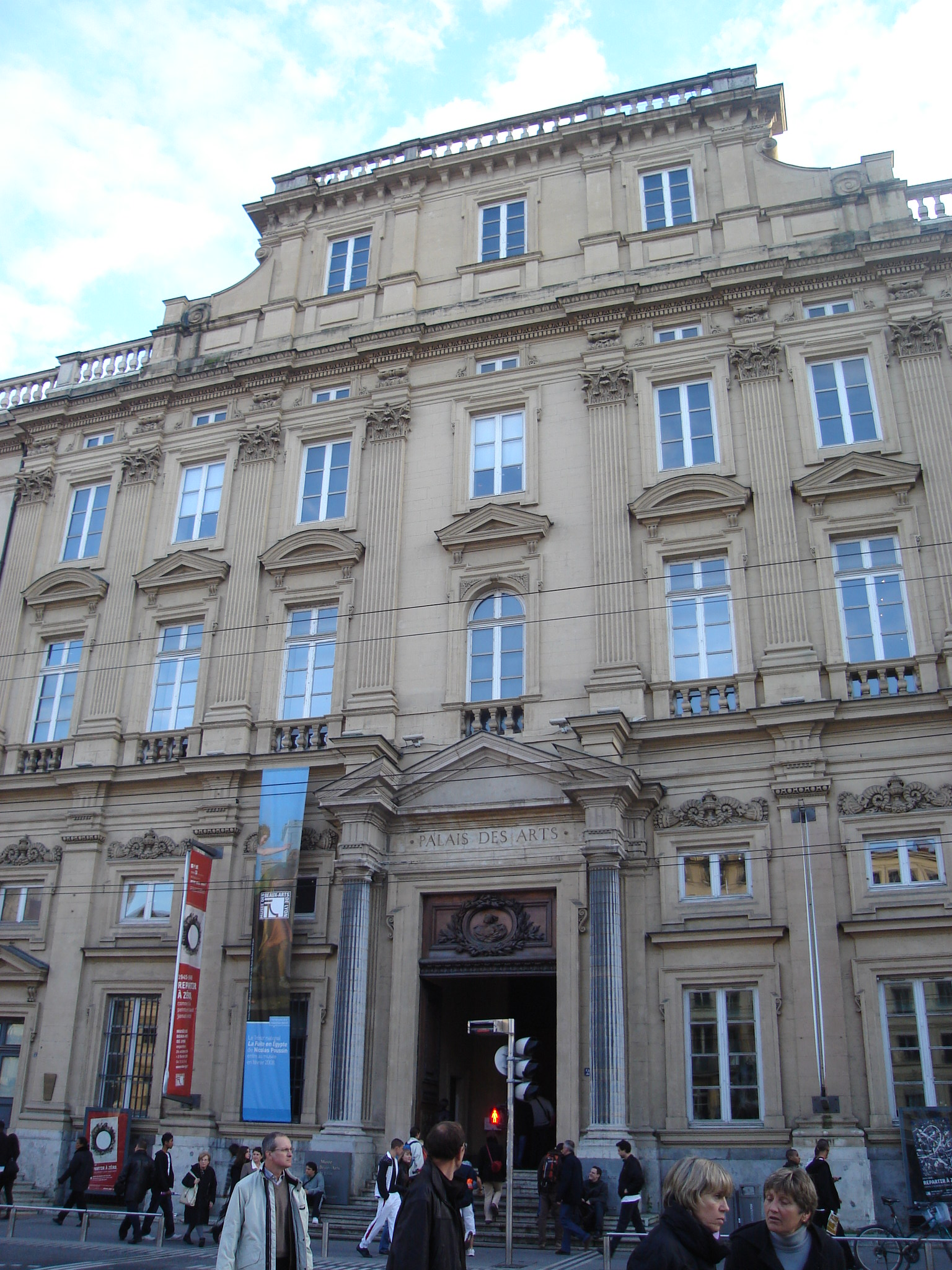
La entrada del Palais Saint-Pierre (Museo de Bellas Artes de Lyon).
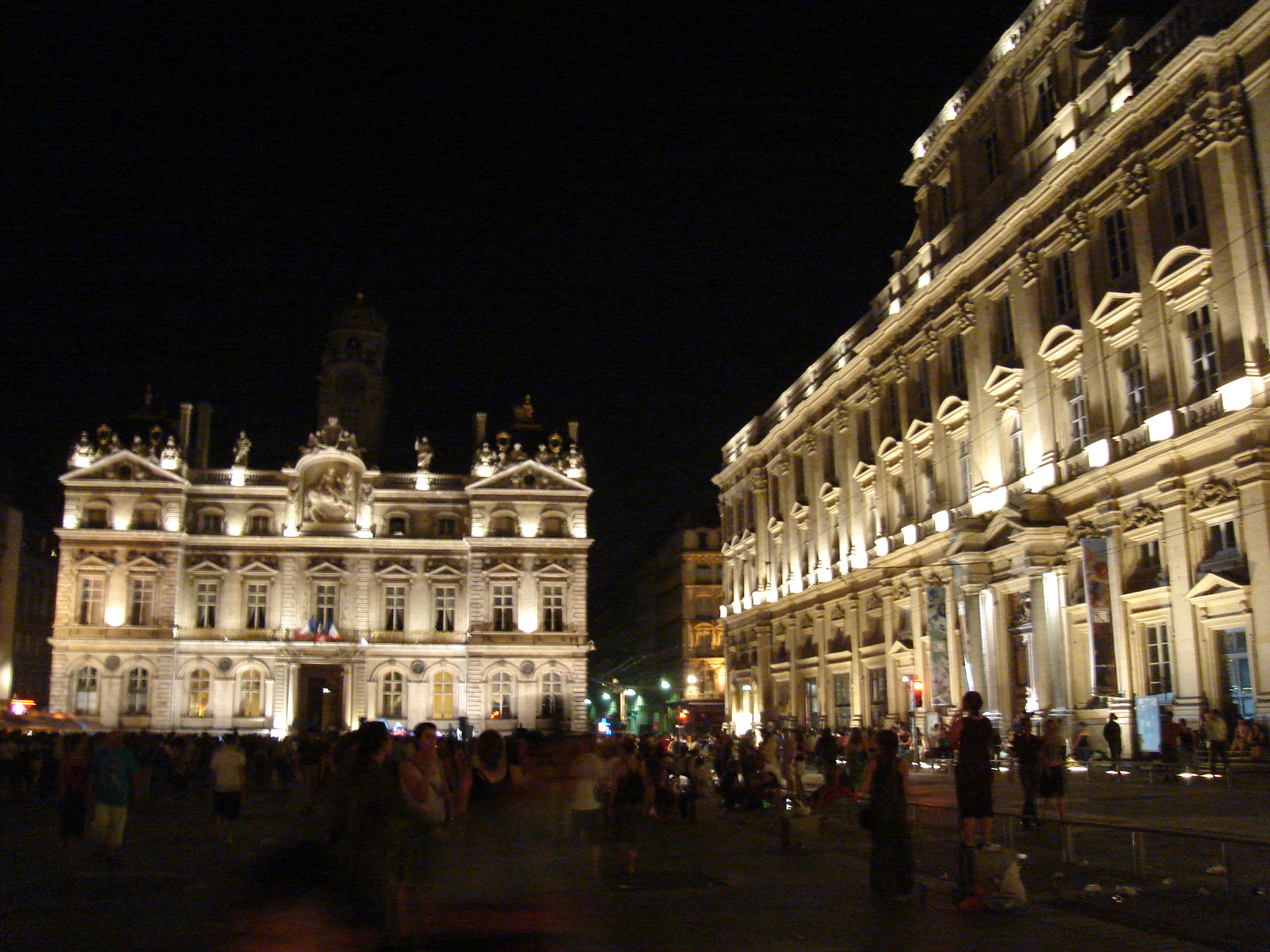
La plaza iluminada por la noche.
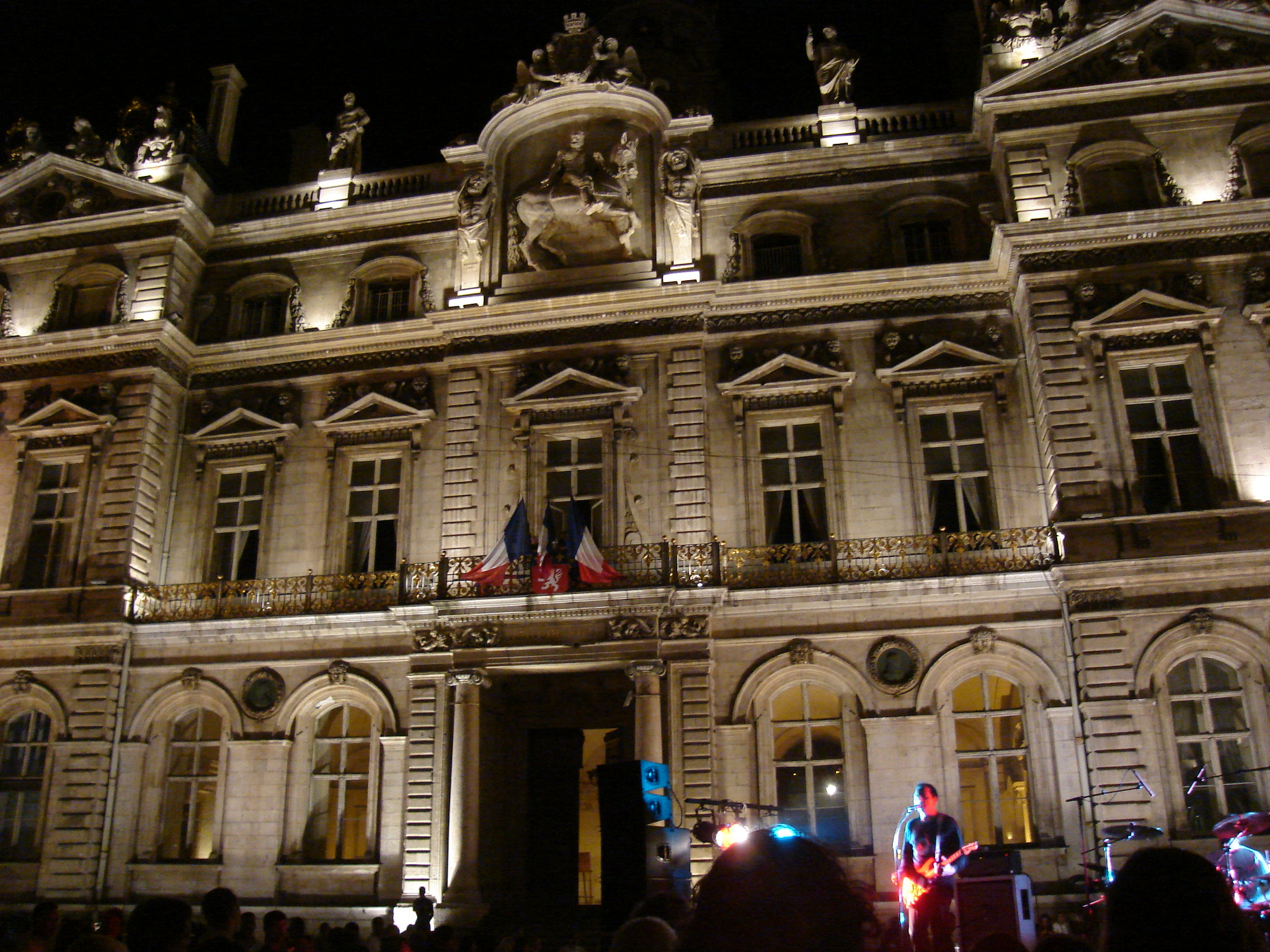
El ayuntamiento iluminado por la noche.
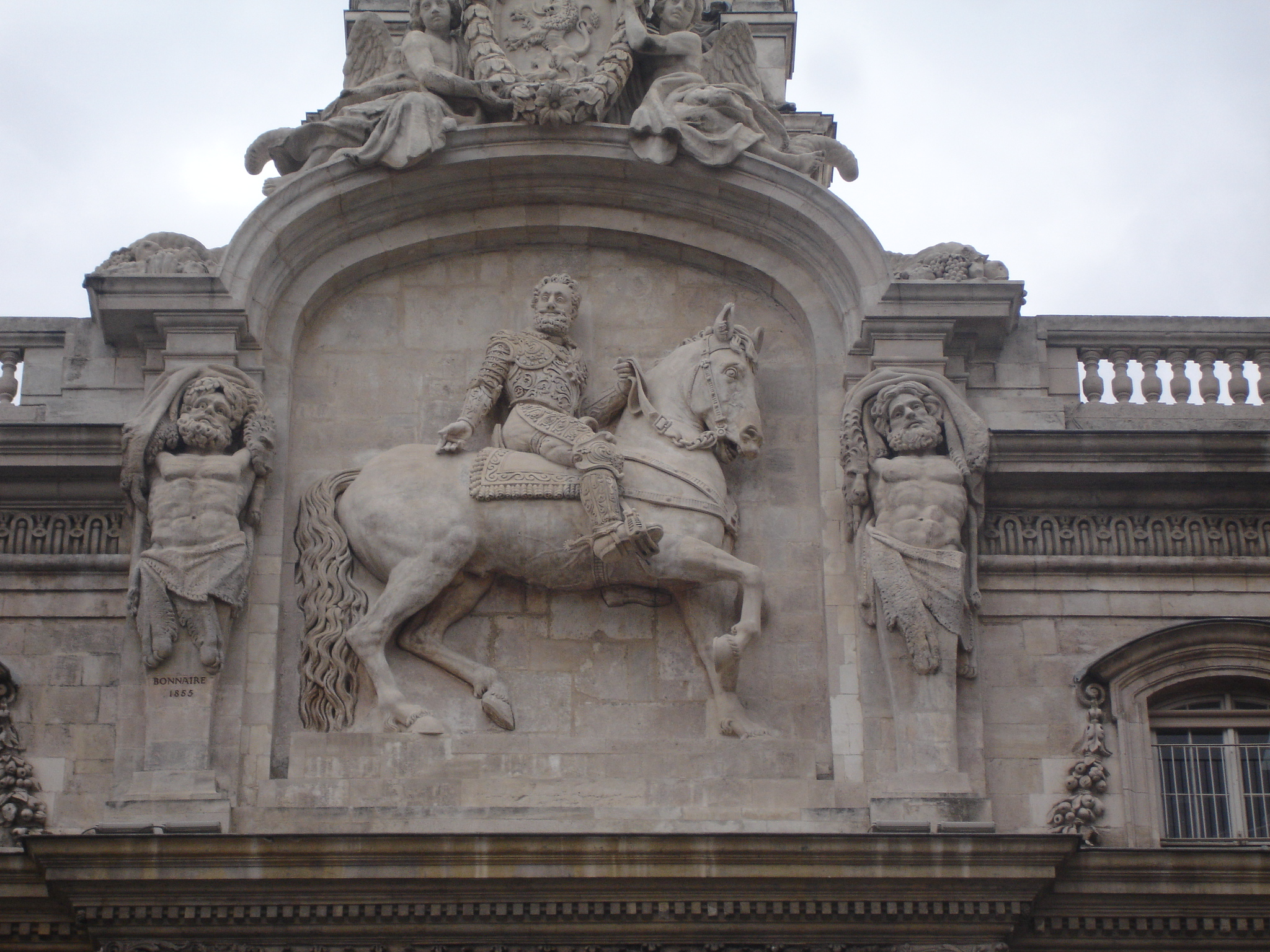
Mediorrelieve que representa a Enrique IV de Francia sobre el frontón del ayuntamiento.